# Banes
Banes es una ciudad y uno de los 14 municipios que comprende la provincia de Holguín en Cuba, ocupando su extremo septentrional. Por el sur limita con el municipio de Antilla y Mayarí por el oeste con el municipio de Rafael Freyre y Báguanos. Al norte y este le bañan las aguas del océano Atlántico. 
Tiene  una extensión territorial de 781,1 km la zona rural 774,1 km y la zona urbana 7,0 km.

## Historia
El municipio Banes fue fundado en 1887. Debe su origen a un caserío situado a orillas del río de su nombre y a consecuencias de la compra, por los señores Dumois, a varios propietarios de tierras que desmontaron para la siembra de plátanos. En agosto de 1896 durante la guerra de Independencia fue destruida por el incendio ordenado por el Generalísimo Gómez preocupado porque las actividades de la producción de la plantación le restaban fuerza a la lucha ordenó el incendio y destrucción del pueblo el que fue llevado a cabo por el General Mariano Torres quien cumplía órdenes del Generalísimo. Familias emigraron y Banes quedó en condiciones para la operación.
Fue reconstruida en el año 1901, dando paso a la floreciente ciudad de calles bien pavimentadas, arboledas como pocas en la isla y lo que fue un intenso movimiento comercial. Distinguida también por ser una de las ciudades heroicas de la historia de Cuba.
El territorio Banes perteneció a la jurisdicción de la villa San Salvador de Bayamo desde 1513 hasta 1751, en que fue fundado el ayuntamiento de Holguín mediante una real célula y Banes formó parte de la capitanía pedanía de Bariay, luego perteneció a Gibara desde 1823.
En 1882 llegó a Banes el primer grupo de personas, pero el florecimiento comenzó en 1887, con llegada de los hermanos Dumois de nacionalidad francesa. Quienes se dedicaron a la plantación bananera, convirtiéndose en un fuerte potencial económico y comercial a desarrollar.
Se funda como término municipal el 17 de enero de 1910 en que se constituye el ayuntamiento de Banes, después de una tenaz lucha de sus pobladores por eliminar la dependencia económica y política de otros territorios.
Los primeros Fundadores de Banes fueron Hipólito Dumois, Alfredo Dumois, Juan Cárdenas, Octavio Silva y Delfín Pupo.
Sus barrios comprendían áreas urbanas, otros rurales, como Los Ángeles, Los Berros, Cañadón, Durruthy, Esterito, Flores, Macabí, Mulas, Oeste, Retrete, Río Seco, Samá, Veguitas y Yaguajay. El aspecto general del terreno en este municipio es llano y ondulado, con algunas montañas en la costa. Es regado por los ríos Banes, Jagüeyes y El Negro. Entre sus alturas se destacan la sierra en el Barrio Yaguajay, y el punto cumbre es el Pan de Samá que logra los 290 metros de altura. Río Banes que nace en la falda meridional de las lomas de Mulas y va a desembocar a la costa norte por la orilla del puerto de Banes. Este río fue desviado de su curso natural por la United Fruit Company, algunas de cuyas plantaciones de plátanos estaban ubicadas en dicha cuenca.
El último alcalde de Banes se llamaba Jaime Pozo, el cual hasta sus últimos días amó a su pueblo y contribuyó con el desarrollo de la ciudad.
La base económica del municipio es el cultivo de la caña de azúcar, el turismo y el comercio. El municipio Banes, o Baní por su nombre según los aborígenes, cuenta con hermosas playas como, Guardalavaca, Puerto Rico Libre, Morales y Punta de Mulas, así como yacimientos arqueológicos que datan de la conquista de América, en el Museo Indocubano Baní.
Como parte de nuestro patrimonio tangible e intangible tenemos nuestros símbolos patrios, expresión genuina de nuestra tradición cultural e histórica la cual se ha diseminado por toda la isla como un canto único. Banes desde la primera guerra liberadora en 1868 se unió al clamor de las luchas emancipadoras, contribuyendo con su cultura y sus propias tradiciones, estableciendo un nexo indisoluble entre la historia nacional y local.
Haciendo gala de ello los banenses crearon sus propios símbolos, elementos que hemos integrado en un folleto que nos permite divulgar la historia de nuestro patrimonio, al establecer un vínculo entre los símbolos nacionales y los que caracterizan la localidad como parte de nuestra idiosincrasia y un acercamiento a las nuevas generaciones al aportar a nuestra historia un conocimiento amplio y desconocido, oficializándolos como símbolos locales, teniendo en cuenta la importancia que tienen en esta etapa estos contenidos para su vinculación con los programas de educación, el turismo y la cultura en general de nuestro pueblo.
La bandera de la estrella solitaria, El Himno de Bayamo y el Escudo de la palma Real, que por más de cien años presidieron las luchas por la independencia, los derechos del pueblo y el progreso nacional son los Símbolos Nacionales Cubanos.
Este hecho llenó de orgullo a sus pobladores viendo colmadas sus más caras aspiraciones, lo que se vio de sus propios símbolos locales: el himno a Banes el escudo de Banes y el ídolo, símbolo de Banes que con el decursar del tiempo han merecido un alto valor.
La letra del Himno a Banes fue escrita por Ricardo Varona Pupo, el autor del libro ¨Banes Crónicas¨ periodista, escritor, investigador, profesor de Historia y Literatura. Su música compuesta por Emilio Rodríguez, director de la Banda Municipal de Antilla y concertador. Se tocó por primera vez el 23 de febrero de 1911.

## El Escudo de Banes
El escudo de Banes fue propuesto por Oscar Silva Muñoz del Canto, Capitán del Ejército Libertador y Secretario del Ayuntamiento de Banes, el 20 de mayo de 1926 en virtud de lo normado por el artículo 114 de la Ley Orgánica Municipal en armonía con el 105 de la constitución de la República y diseñado por el sacerdote banense Carlos Riú Angles. 
Para su confección se trabajó en la elaboración de un símbolo que recogiera La Historia del pueblo su situación geográfica, progreso, cultura, religión, costumbres y heroísmos. Es de estilo gótico, de forma ojival como el antiguo escudo francés. Partido en bandas fileteadas, consta de tres divisiones heráldicas en las cuales se hallan las figuras naturales y artificiales.

### Significación
1- La estrella de cinco puntas - El respeto a los cubanos que lucharon por la independencia.
2- Banda blanca - Justicia y autoridad.
3- Flecha - Extinción de los indios.
4- Ancla - Dícese ciertamente, que los banenses son buenos marineros y pescadores.
5- Triángulo Rojo - Significa la religión y la masonería.
6- 3 Pinos - En aquella época se le denominó Villa de los Pinos.
7- Bananos - Principal renglón económico de la región.
8- La cinta con la inscripción latina Pró Baní Semper - Significa luchar siempre por la libertad de este pueblo.

## Los hermanos Dumois
Los Dumois nacieron en Santiago de Cuba y provienen de padres franceses. Allá por el año 1880, Don Hipólito tenía una importante casa de comercio en Baracoa y embarcaba además frutas a nombre de la sociedad Tur y Dumois. Los Dumois fueron los primeros que establecieron la exportación de frutas del país valiéndose de barcos noruegos que resultaban muy baratos.
A varios barcos noruegos les fueron puestos nombres de miembros de la familia Dumois, como:
- El Enrique.
- El Alfredo.
- El Hipólito.
- El Alberto.
- El Jorge.
- El Anita.
- El Amanda.
- El Simón.

Banes fue sembrada de guineos (variedad de plátanos) hasta el año 1896 en que fue destruido por el General Mariano Torres y en cumplimiento de órdenes del Generalísimo Máximo Gómez. Destruido Banes, los Dumois se trasladaron a los Estados Unidos donde permanecieron unos seis meses, pasando después a Santo Domingo, finca ¨La Romana¨, provincia de Ceybo.
Tuvo lugar el regreso de los Dumois en 1898 y continuaron la siembra de guineos, pero meses después empezaron a sembrar caña y a instalar el Central Boston, que vendieron en 1899 a la United Fruit Company. Emprendieron entonces trabajos en Tacajó, siembra de guineos, naranja, limones y piña. Suprimieron poco después todas estas frutas para sembrar caña solamente. En 1913 vendieron Cayo Saetía a la United Fruit Company.

## Personalidades y figuras relacionadas
- Fulgencio Batista, militar y político.
- Dora Varona, poetisa, narradora y misionera.
- René Dayre Abella Hernández, poeta y narrador.
- Sandra Pérez Tribons, intérprete, instrumentista y compositora.
- Augusto Blanca, cantante y compositor de la Nueva trova cubana.
- Pedro Jústiz (Peruchín), pianista de jazz y compositor de la Orquesta Riverside.
- Gastón Baquero. Poeta y periodista.
- Rafael Díaz-Balart, abogado y político.